# Ventassohäst
Ventassohästen är en mycket ovanlig hästras från Italien. Idag finns enbart ca 50 riktigt renrasiga Ventassohästar kvar. Hästen används främst för ridning i Italien, men är ingen välkänd sporthäst, även om influensen från Lipizzanerhästen har gett hästen fina rörelser och talang för dressyr. 

## Historia
Ventassohästarna utvecklades för att skapa en häst som var lämplig för ridsport. Man korsade inhemska Maremmahästar som ofta användes som boskapshästar med importerade Lipizzanerhästar som skulle ge lite mer nobelt utseende och bättre rörelser. En stambok öppnades för rasen 1991. 
1992 fanns hela 10 uppfödare för Ventassohästen men trots detta var rasen kraftigt utrotningshotad då det enbart fanns ca 115 registrerade hästar. I stamboken fanns då bara 3 godkända hingstar för avel och inga premierade ston. Därför blev avelsmaterialet dåligt klassat. En rasförening startades då för rasen, ConSDABI, i syfte att rädda rasen. 
1996 hade man fått upp antalet till 7 godkända avelshingstar och totalt 150 registrerade hästar. 2002 hade man dessutom lyckats premiera hela 197 ston som nu var mer än godkända för avel. Antalet godkända hingstar hade nu utökats till 8. Men för att få upp beståndet har hästarna utavlats med andra varmblodshästar och idag finns enbart ca 50 renrasiga Ventassohästar kvar. 

## Egenskaper
Ventassohästen är inte speciellt känd men är väl lämpad för ridning, då främst dressyr, men även för banhoppning eller fälttävlan, även om dessa hästar ännu inte utmärkt sig inom ridsporten. Hästarna är väl proportionerliga och välmusklade med ett nobelt utseende tack vare Lipizzanerblodet. Huvudet är medelstort med en rak eller väldigt lätt utåtbuktande nosprofil och nacken är småkraftig men medellång och fint musklad. 